# Batabat Gölü
Batabat Gölü är en sjö i Azerbajdzjan.   Den ligger i distriktet Nachitjevan, i den sydvästra delen av landet, 400 kilometer väster om huvudstaden Baku. Batabat Gölü ligger 2 134 meter över havet.
Trakten runt Batabat Gölü består i huvudsak av gräsmarker. Runt Batabat Gölü är det ganska glesbefolkat, med 40 invånare per kvadratkilometer.